# Strongylophthalmyiidae
Strongylophthalmyiidae là một họ có khoảng 45 loài ruồi chân dài. Phần lớn các loài phân bố ở phương Đông và khu vực Úc-Á. Chúng được chia thành hai chi, chi Đông Nam Á đơn loài Nartshukia Shatalkin, năm 1993 và chi Strongylophthalmyia Heller năm 1902. Các mối quan hệ của nhóm là mơ hồ, trước đây là các chi "Strongylophthalmyia" đã được phân loại cùng với Psilidae, và một số phân loại gần đây đặt nó trong Tanypezidae. Ít được biết đến của sinh học của họ, nhưng nhiều loài có vẻ như loài này có mối liên hệ với vỏ cây thối rữa.

## Các loài
- Chi Strongylophthalmyia Heller, 1902

- S. angustipennis Melander, 1920
- S. brunneipennis (De Meijere, 1914)
- S. caliginosa Iwasa, 1992
- S. coarctata Hendel, 1913
- S. crinita Hennig, 1940
- S. dorsocentralis Papp, 2006
- S. freidbergi Shatalkin, 1996
- S. gibbifera Shatalkin, 1993
- S. lutea (De Meijere, 1914)
- S. macrocera Papp, 2006
- S. metatarsata De Meijere, 1919
- S. nigricoxa (De Meijere, 1914)
- S. palpalis Papp, 2006
- S. pectinigera Shatalkin, 1996
- S. pengellyi Barber, 2006
- S. pictipes Frey 1935
- S. polita (De Meijere, 1914)
- S. punctata Hennig, 1940
- S. thaii Papp, 2006
- S. ustulata (Zetterstedt, 1844)
- S. verrucifera Shatalkin, 1996

- Genus Nartshukia Shatalkin, 1993

- N. musiva Shatalkin, 1993

Danh sách này không đầy đủ, bạn cũng có thể giúp mở rộng danh sách.

## Hình ảnh